# 皮闊特萊克斯 (明尼蘇達州)
皮闊特萊克斯（英語：Pequot Lakes）是一個位於美國明尼蘇達州克羅溫縣的城市。

## 人口
根據2020年美國人口普查的數據，皮闊特萊克斯的面積為47.05平方千米，當中陸地面積為42.38平方千米，而水域面積為4.67平方千米。當地共有人口2395人，而人口密度為每平方千米51人。